# Hemibagrus
Hemibagrus és un gènere de peixos de la família dels bàgrids i de l'ordre dels siluriformes.

## Morfologia
- Hemibagrus wyckioides és el bàgrid més gros d'Indoxina car pot assolir els 80 kg de pes.[2]

## Distribució geogràfica
Es troba a l'Àsia Sud-oriental, l'Índia, el sud de la Xina, Sumatra, Java i Borneo.

## Taxonomia
- Hemibagrus baramensis (Regan, 1906)
- Hemibagrus bongan (Popta, 1904)
- Hemibagrus caveatus (Ng, Wirjoatmodjo & Hadiaty, 2001)[4]
- Hemibagrus centralus (Mai, 1978)
- Hemibagrus chrysops (Ng & Dodson, 1999)[5]
- Hemibagrus filamentus (Fang & Chaux, 1949)
- Hemibagrus fortis (Popta, 1904)
- Hemibagrus furcatus (Ng, Martin-Smith & Ng, 2000)[6]
- Hemibagrus gracilis (Ng & Ng, 1995)[7][8]
- Hemibagrus guttatus (Lacépède, 1803)
- Hemibagrus hoevenii (Bleeker, 1846)[9][10]
- Hemibagrus hongus (Mai, 1978)
- Hemibagrus imbrifer (Ng & Ferraris, 2000)[11]
- Hemibagrus maydelli (Rössel, 1964)
- Hemibagrus menoda (Hamilton, 1822)
- Hemibagrus microphthalmus (Day, 1877)
- Hemibagrus nemurus (Valenciennes, 1840)
- Hemibagrus olyroides (Roberts, 1989)
- Hemibagrus peguensis (Boulenger, 1894)
- Hemibagrus planiceps (Valenciennes, 1840)
- Hemibagrus pluriradiatus (Vaillant, 1892)
- Hemibagrus punctatus (Jerdon, 1849)
- Hemibagrus sabanus (Inger & Chin, 1959)
- Hemibagrus spilopterus (Ng & Rainboth, 1999)
- Hemibagrus taphrophilus (Sauvage & Dabry de Thiersant, 1874)
- Hemibagrus variegatus (Ng & Ferraris, 2000)[11]
- Hemibagrus velox (Tan & Ng, 2000)[12]
- Hemibagrus vietnamicus (Mai, 1978)
- Hemibagrus wyckii (Bleeker, 1858)
- Hemibagrus wyckioides (Fang & Chaux, 1949)[13][14][15][16][17][18]